# Communauté de communes Roussillon Conflent
La Communauté de communes Roussillon Conflent est une communauté de communes française, située dans le département des Pyrénées-Orientales et la région Occitanie.

## Historique
Par un arrêté préfectoral du 20 décembre 1996, six communes forment la première communauté de communes : Ille sur Têt, Millas, Corbère, Saint-Féliu-d'Amont, Joch et Marquixanes
Le périmètre passe successivement à dix communes (Arrêté Préfectoral du 24/12/1997 : Rigarda - Casefabre - Bouleternère - Corbère les Cabanes puis quatorze communes (Arrêté Préfectoral du 29/12/1998 : Rodès - Néfiach - Corneilla la Rivière - Boule d'Amont) puis quinze (Arrêté Préfectoral du 29/12/2001 : Prunet et Belpuig)
En 2002, les communes de Montalba le Château et Saint-Michel de Llotes quittent la communauté et voient l'intégration de Joch et Rigarda. Bélesta rejoint l'intercommunalité en 2008 et Glorianes en 2012
En 2015, la commune de Marquixanes alors exclavée rejoint la nouvelle communauté de communes Conflent Canigó issue de la fusion de communauté de communes Vinça Canigou et de la communauté de communes du Conflent.
Le 1er janvier 2025, Corneilla-la-Rivière quitte la communauté de communes Roussillon Conflent et rejoint Perpignan Méditerranée Métropole.

## Territoire communautaire

### Composition
La communauté de communes est composée des 15 communes suivantes :

| Nom                    | Code Insee | Gentilé         | Superficie (km2) | Population (dernière pop. légale) | Densité (hab./km2) |
| ---------------------- | ---------- | --------------- | ---------------- | --------------------------------- | ------------------ |
| Ille-sur-Têt (siège)   | 66088      | Illois          | 31,67            | 5 546 (2022)                      | 175                |
| Bélesta                | 66019      |                 | 20,52            | 241 (2022)                        | 12                 |
| Boule-d'Amont          | 66022      | Bouletains      | 23,22            | 64 (2022)                         | 2,8                |
| Bouleternère           | 66023      | Bouleternérois  | 10,63            | 953 (2022)                        | 90                 |
| Casefabre              | 66040      | Casefabrais     | 6,99             | 43 (2022)                         | 6,2                |
| Corbère                | 66055      | Corbériens      | 7,25             | 780 (2022)                        | 108                |
| Corbère-les-Cabanes    | 66056      |                 | 4,14             | 1 155 (2022)                      | 279                |
| Glorianes              | 66086      | Glorianencs     | 18,72            | 16 (2022)                         | 0,85               |
| Millas                 | 66108      | Millassois      | 19,12            | 4 325 (2022)                      | 226                |
| Montalba-le-Château    | 66111      | Montalbanais    | 15,9             | 158 (2022)                        | 9,9                |
| Néfiach                | 66121      | Néfiachois      | 8,81             | 1 371 (2022)                      | 156                |
| Prunet-et-Belpuig      | 66153      | Prunet-Puigois  | 21,68            | 45 (2022)                         | 2,1                |
| Rodès                  | 66165      | Rodésiens       | 18,11            | 717 (2022)                        | 40                 |
| Saint-Féliu-d'Amont    | 66173      | Saint-Féliciens | 6,11             | 1 262 (2022)                      | 207                |
| Saint-Michel-de-Llotes | 66185      | Saint-Michelans | 8,64             | 360 (2022)                        | 42                 |

### Démographie
| 1968   | 1975   | 1982   | 1990   | 1999   | 2010   | 2015   | 2021   |
| ------ | ------ | ------ | ------ | ------ | ------ | ------ | ------ |
| 13 292 | 12 644 | 13 004 | 13 521 | 14 636 | 16 997 | 18 318 | 18 830 |

## Administration

### Siège
Le siège de la communauté de communes est situé à Ille-sur-Têt.

### Les élus
Le conseil communautaire de la communauté de communes se compose de 38 conseillers, représentant chacune des communes membres et élus pour une durée de six ans.
Ils sont répartis comme suit :
| Nombre de conseillers | Communes                                                                        |
| --------------------- | ------------------------------------------------------------------------------- |
| 9                     | Ille-sur-Têt                                                                    |
| 7                     | Millas                                                                          |
| 3                     | Corneilla-la-Rivière                                                            |
| 2                     | Bouleternère, Corbère, Corbère-les-Cabanes, Néfiach, Rodès, Saint-Féliu-d'Amont |
| 1 (+1 suppléant)      | les 7 autres communes                                                           |

### Présidence
| Période                                  | Période                       | Identité           | Étiquette | Qualité                                |
| ---------------------------------------- | ----------------------------- | ------------------ | --------- | -------------------------------------- |
| Les données manquantes sont à compléter. |                               |                    |           |                                        |
|                                          | 2020                          | Robert Olive       | PS        | Maire de Saint-Féliu-d'Amont (1995 → ) |
| 2020                                     | En cours (au 16 juillet 2021) | William Burghoffer | PS        | Maire d'Ille-sur-Têt (2009 → )         |

### Régime fiscal et budget
Le régime fiscal de la communauté de communes est la fiscalité professionnelle unique (FPU).